# Tchaj-wan na letních olympijských hrách
Tchaj-wan na letních olympijských hrách startuje od roku 1956. Toto je přehled účastí, medailového zisku a vlajkonošů na dané sportovní události.
Z politických důvodů soutěžila země na olympiádách pod různými názvy. Na LOH v letech 1956 a 1972 jako Republic of China (Čínská republika), Na LOH v roce 1960 jako Formosa, v letech 1964 a 1968 jako Taiwan. Od roku 1984 je používán název Čínská Tchaj-pej.

## Účast na Letních olympijských hrách
| Dějiště LOH            | LOH      | Pod názvem       | Vlajkonoš                                    | Zlatá medaile | Stříbrná medaile | Bronzová medaile | Celkem |
| ---------------------- | -------- | ---------------- | -------------------------------------------- | ------------- | ---------------- | ---------------- | ------ |
| 1956 Melbourne         | LOH 1956 | Čínská republika | nikdo                                        |               |                  |                  | 0      |
| 1960 Řím               | LOH 1960 | Formosa          | nikdo                                        |               | 1                |                  | 1      |
| 1964 Tokio             | LOH 1964 | Tchaj-wan        | nikdo                                        |               |                  |                  | 0      |
| 1968 Ciudad de México  | LOH 1968 | Tchaj-wan        | nikdo                                        |               |                  | 1                | 1      |
| 1972 Mnichov           | LOH 1972 | Čínská republika |                                              |               |                  |                  | 0      |
| 1976 Montréal          | 1976     |                  |                                              |               |                  |                  | Ne     |
| 1980 Moskva            | 1980     |                  |                                              |               |                  |                  | Ne     |
| 1984 Los Angeles       | LOH 1984 | Čínská Tchaj-pej | Lee Fu                                       |               |                  | 1                | 1      |
| 1988 Soul              | LOH 1988 | Čínská Tchaj-pej | Lee Fu                                       |               |                  |                  | 0      |
| 1992 Barcelona         | LOH 1992 | Čínská Tchaj-pej | nikdo                                        |               | 1                |                  | 1      |
| 1996 Atlanta           | LOH 1996 | Čínská Tchaj-pej | Tu Tsai-Hsing                                |               | 1                |                  | 1      |
| 2000 Sydney            | LOH 2000 | Čínská Tchaj-pej | Chiang Peng-Lung                             |               | 1                | 4                | 5      |
| 2004 Athény            | LOH 2004 | Čínská Tchaj-pej | Chen Chih-Yuan                               | 2             | 2                | 1                | 5      |
| 2008 Peking            | LOH 2008 | Čínská Tchaj-pej | Lai Sheng-Jung                               | 1             | 1                | 2                | 4      |
| 2012 Londýn            | LOH 2012 | Čínská Tchaj-pej | Chen Shih-chieh                              | 1             |                  | 1                | 2      |
| 2016 Rio de Janeiro    | LOH 2016 | Čínská Tchaj-pej | Isheau Wong (zahájení) Sü Šu-ťing (ukončení) | 1             |                  | 2                | 3      |
| 2020 Tokio             | LOH 2020 | Čínská Tchaj-pej | Kuo Hsing-chun Lu Jan-sun                    | 2             | 4                | 6                | 12     |
| 2024 Paříž             | LOH 2024 |                  |                                              |               |                  | x                |        |
| Celkem                 | 15       |                  |                                              | 7             | 11               | 18               | 36     |
| Zdroj na Olympedia.org |          |                  |                                              |               |                  |                  |        |